# Josef Hendrich (pedagog)
Josef Hendrich (21. února 1888 Moravské Budějovice – 5. října 1950 Praha) byl profesor pedagogiky na Filosofické fakultě University Karlovy v Praze, teoretik výchovy a komeniolog.

## Život
Josef Hendrich se narodil v Moravských Budějovicích. Po maturitě na klasickém gymnáziu v Přerově studoval v letech 1907–1911 klasickou filologii na Filosofické fakultě české Karlo-Ferdinandovy univerzity v Praze. Poté až do roku 1928 vyučoval na několika gymnáziích (byl mj. třídním učitelem mladé Jiřiny Popelové). Roku 1928 získal docenturu v oboru pedagogika a začal vyučovat na Filosofické fakultě Univerzity Komenského v Bratislavě (v akademickém roce 1935/36 zde byl dokonce děkanem). Působil zde až do roku 1936, kdy přešel na Filosofickou fakultu UK do Prahy. V období druhé světové války působil jako ředitel Masarykova lidovýchovného ústavu. V roce 1945 se vrátil zpět na pražskou univerzitu, ale postupně byl stále více a více pronásledován jako protivník komunistických názorů. Zemřel zcela vyčerpán 5. října 1950.